# لانکوم

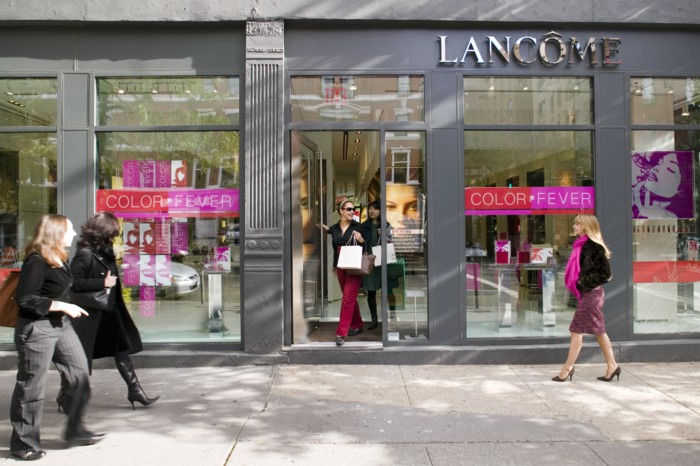
شعبه‌ای از بوتیک‌های لانکوم در نیویورک

لانکوم (به فرانسوی: Lancôme) شرکت لوازم آرایشی و بهداشتی لوکس فرانسوی است، که در زمینه تولید و توزیع عطر و ترکیبات معطر، لوازم آرایشی، رنگ مو و محصولات مراقبت از پوست، فعالیت می‌کند.
شرکت لانکوم در سال ۱۹۳۵ توسط آرماند پتیژن تأسیس گردید و در سال ۱۹۶۴ توسط شرکت لورئال خریداری شد.
این شرکت در حال حاضر زیرمجموعه‌ای از گروه لورئال می‌باشد. دفتر مرکزی شرکت لانکوم در شهر پاریس قرار دارد.